# Autoroutes sous le mont Royal
Pour les articles homonymes, voir Mont Royal et Parc du Mont-Royal.
Les autoroutes sous le mont Royal formaient un réseau d'autoroutes québécoises projetées afin de desservir le centre de l'agglomération de Montréal au Québec, Canada, par le biais de tunnels routiers sous le mont Royal et de voies rapides en tranchée et surélevées. 

## Historique
Afin d'alléger la congestion routière des artères du centre-ville et des quartiers périphériques, le directeur du Service de la circulation sous l'égide de Jean Drapeau propose en 1957 une série de mesures visant à améliorer la fluidité de la métropole, notamment par la construction d'une autoroute est-ouest transitant par le centre-ville et d'un tunnel routier de 2,5 milles (4 kilomètres) traversant le mont Royal du sud au nord. La proposition est modifiée sous l'administration Fournier, qui fera étudier par des ingénieurs-conseil un tunnel traversant la montagne de l'est à l'ouest.
La firme d'ingénierie Letendre et Monti, chargée des études préliminaires, propose à son tour les axes suivants :
- Un tunnel est-ouest reliant le boulevard Décarie, près du chemin de la Côte-Saint-Luc, à l'intersection de la rue Rachel et de l'avenue du Parc;
- Un tunnel nord-sud reliant le square Victoria à l'autoroute des Laurentides dans l'axe du boulevard de l'Acadie;
- Un raccordement autoroutier du pont Jacques-Cartier au tunnel est-ouest dans l'axe de la rue Rachel[3], d'une largeur de huit voies tantôt en tranchée, tantôt surélevées[2].

Les auteurs du rapports soulignent que la construction d'une autoroute reliant le pont Jacques-Cartier à l'autoroute Décarie constituerait le premier lien autoroutier entre la rive sud et la rive nord de l'île de Montréal.
Letendre et Monti propose en 1958 de connecter les deux axes tunneliers par un échangeur souterrain au cœur de la montagne. L'étude préliminaire de 1961 proposera plutôt la construction de trois tunnels secondaires rendant caduque la construction d'une jonction sous la montagne,.
Le coût estimé de réalisation est de 238 000 000 $.